# Далла Валле, Лаури
Лаури Далла Валле (фин. Lauri Dalla Valle; родился 14 сентября 1991, Контиолахти, Финляндия) — финский футболист, нападающий, экс-игрок молодёжных сборных Финляндии.

## Ранние годы
Далла Валле родилась в Контиолахти, недалеко от города Йоэнсуу, Финляндия, 14 сентября 1991 года. Лаури один из трех детей Лорено, итальянского бывшего полицейского и владельца фирмы по производству грибов, и Маркетты, которая является финкой.

## Клубная карьера

### Ранняя карьера
Он начал свою карьеру в Финляндии, в клубе «ЙИППО», и его талант был замечен, и он присоединился к молодежной команде итальянского гранда «Интернационале» в 2005 году. Однако Далла Валле, из-за незнания языка, вскоре, стал тосковать и вернулся в Финляндию через несколько месяцев. Он начал сезон 2007 года с «ЙИППО» в финском первом дивизионе, но получил тяжелую травму в четвертом раунде Кубка Финляндии в мае 2007 года и отсутствовал в течение нескольких месяцев.